# Péninsule de Kingston
La péninsule de Kingston est située au sud du Nouveau-Brunswick, entre le fleuve Saint-Jean et la rivière Kennebecasis. Elle mesure environ trente kilomètres de long par sept kilomètres de large. On y retrouve principalement la paroisse de Kingston et une partie de la paroisse de Westfield